# Jelka
Jelka este o comună slovacă, aflată în districtul Galanta din regiunea Trnava. Localitatea se află la altitudinea de 121 m deasupra n.m., se întinde pe o suprafață de 32,66 km2 și în 2017 număra 3.957 de locuitori.

## Istoric
Localitatea Jelka este atestată documentar din 1237.

## Demografie
| An:                | 1994 | 2004   | 2014   | 2024   |
| ------------------ | ---- | ------ | ------ | ------ |
| Număr de persoane: | 3691 | 3908   | 3910   | 3992   |
| Diferență:         |      | +5,87% | +0,05% | +2,09% |

| An:                | 2023 | 2024   |
| ------------------ | ---- | ------ |
| Număr de persoane: | 4010 | 3992   |
| Diferență:         |      | −0,44% |